# Лига чемпионов КОНКАКАФ 2021
Лига чемпионов КОНКАКАФ 2021 — 56-й розыгрыш главного клубного турнира Северной Америки и 13-й сезон самой Лиги чемпионов. В нём принимают участие клубы из Северной и Центральной Америки, а также из стран Карибского бассейна.
В связи с пандемией COVID-19 турнир, который обычно начинается в середине февраля, стартовал в апреле и закончился в октябре, а финал состоял из одного матча на домашнем стадионе команды с лучшим результатом по итогам всех предыдущих матчей турнира.
Действующий победитель турнира, мексиканский клуб «УАНЛ Тигрес», не квалифицировался на турнир и не смог защитить титул. Мексиканский клуб «Монтеррей» обыграл в финале другой мексиканский клуб «Америку», выиграв турнир в пятый раз, и квалифицировался на клубный чемпионат мира по футболу 2021.

## Формат и команды
В турнире участвуют 16 команд из Мексики, США, а также из других стран. Турнир проходит по олимпийской системе на выбывание начиная с 1/8 финала. Все раунды турнира за исключением финала проходят в 2 круга – команды играют по одному матчу дома и в гостях. Финал состоит из 1 матча на домашнем стадионе команды-финалиста с лучшим результатом в предыдущих матчах.
- В 1/8 финала, четвертьфиналах и полуфиналах применяется правило выездного гола в случае, если счёт по сумме двух матчей ничейный. Если счёт также ничейный, победитель определяется в серии пенальти без проведения дополнительного времени (Статья 12.7 регламента)[1];
- В финале в случае ничейного результата проводится дополнительное время. В случае если по окончании дополнительного времени счёт всё ещё ничейный, победитель определяется в серии пенальти (Статья 12.8 регламента).[1]

### Команды
В Лигe чемпионов могут быть заявлены команды максимум от 10 ассоциаций в зависимости от розыгрыша Лиги КОНКАКАФ и  Клубного кубка Карибского бассейна.
| Ассоциация               | Команда           | Как квалифицировалась                                                   | Лучший результат         |
| ------------------------ | ----------------- | ----------------------------------------------------------------------- | ------------------------ |
| Мексика                  | Монтеррей         | Чемпион Апертуры 2019                                                   | Чемпион (2019)           |
| Мексика                  | Крус Асуль        | Лидер Клаусуры 2020 на момент остановки сезона                          | Чемпион (2013/14)        |
| Мексика                  | Америка           | Вице-чемпион Апертуры 2019                                              | Чемпион (2015/16)        |
| Мексика                  | Леон              | 2-е место в Клаусуре 2020 на момент остановки сезона                    | 1/8 финала (2020)        |
| США                      | Коламбус Крю      | Обладатель Кубка MLS 2020                                               | Четвертьфинал (2010/11)  |
| США                      | Филадельфия Юнион | Обладатели Supporters’ Shield 2020                                      | дебют                    |
| США                      | Портленд Тимберс  | Победитель турнира MLS is Back                                          | Групповой этап (2016/17) |
| США                      | Атланта Юнайтед   | Победитель Открытого кубка США 2019                                     | Полуфинал (2012/13)      |
| Канада                   | Торонто           | Финалист Первенства Канады 2020                                         | Финал (2018)             |
| Доминиканская Республика | Атлетико Пантоха  | Лучшая команда группового этапа Клубного кубка Карибского бассейна 2020 | 1/8 финала (2019)        |

| Ассоциация | Команда            | Как квалифицировалась                      | Лучший результат         |
| ---------- | ------------------ | ------------------------------------------ | ------------------------ |
| Коста-Рика | Алахуэленсе        | Чемпион Лиги КОНКАКАФ 2020                 | Полуфинал (2014/15)      |
| Коста-Рика | Депортиво Саприсса | Финалист Лиги КОНКАКАФ 2020                | Полуфинал (2010/11)      |
| Гондурас   | Олимпия            | Полуфиналист Лиги КОНКАКАФ 2020            | Полуфинал (2020)         |
| Гондурас   | Марафон            | Лучший четвертьфиналист Лиги КОНКАКАФ 2020 | Четвертьфинал (2009/10)  |
| Гаити      | Аркае              | Полуфиналист Лиги КОНКАКАФ 2020            | дебют                    |
| Никарагуа  | Реал Эстели        | Лучший четвертьфиналист Лиги КОНКАКАФ 2021 | Групповой этап (2016/17) |

1. 1 2  Розагрыш Клаусуры 2020 был остановлен в связи с пандемией COVID-19, и победитель не был определён. «Крус Асуль» и «Леон» получили право участвовать в Лиге чемпионов как лучшие команды Клаусуры 2020 на момент остановки сезона.[2]
2. ↑  Сезон MLS 2020 был приостановлен в связи с пандемией COVID-19 и возобновился в июле и августе с турниром MLS is Back. Решением КОНКАКАФ, федерации футбола США и канадской футбольной ассоциации слот в Лиге чемпионов вместо победителя конференции MLS получит победитель турнира MLS is Back вне зависимости от того, из какой страны клуб-победитель. Если бы турнир выиграла команда из Канады, то в данном розыгрыше Лиги чемпионов 3 клуба представляли бы США и 2 клуба – Канаду. Если бы победитель турнира выиграл еще и Кубок MLS, то место в Лиге чемпионов получил бы финалист кубка MLS. Если бы победитель турнира выиграл бы еще и Первенство Канады, то канадская футбольная ассоциация самостоятельно определила бы дополнительного участника.[3][4]
3. ↑  Открытый кубок США 2020 был отменён в связи с пандемией COVID-19. Федерация футбола США объявила, что место в Лиге чемпионов получит «Атланта Юнайтед» как победитель предыдущего розыгрыша турнира.[5]
4. ↑  Первенство Канады 2020 между «Фордж», победителем Канадской Премьер-Лиги 2020[англ.], и «Торонто», лучшей канадской командой MLS 2020, должен был определить участника Лиги чемпионов от Канады, но матч был перенесён несколько раз в связи с пандемией COVID-19 и действующими ограничениями. Матч должен был пройти после начала розыгрыша Лиги чемпионов, поэтому канадская футбольная ассоциация приняла решение отдать место «Торонто». «Фордж» получил право провести матч Первенства Канады на домашнем стадионе.
5. ↑  Финальная стадия Клубного кубка Карибского бассейна была отменена в связи с пандемией COVID-19. Место в Лиге чемпионов от турнира получила команда с лучшими результатами в групповой стадии – «Атлетико Пантоха[англ.]»

## Жеребьёвка
Жеребьевка определила пары 1/8 финала между командами из 1-й корзины и командами из 2-й корзины, в каждой корзине было по восемь команд. Команды из одной ассоциации не могут быть сведены друг с другом в 1/8 финала, за исключением команд «уайлд-кард», которые заменяют команду из другой ассоциации.
Команды расположились в корзинах на основе клубного рейтинга КОНКАКАФ. Клубный рейтинг КОНКАКАФ вместо рейтинга конкретной команды определяет рейтинг квалификационного слота на основе выступлений команд, занимавших этот слот в предыдущие пять сезонов. Для определения количества очков, полученных квалификационным слотом, используется следующая формула:
| Очки | Участие | Победа | Ничья | Выход в следующий раунд | Чемпион |
| ---- | ------- | ------ | ----- | ----------------------- | ------- |
| Очки | 4       | 3      | 1     | 1                       | 2       |

Слоты были распределены по следующим правилам:
- Для девяти команд из Северной Америки, квалифицировавшихся на основе критериев, установленных их ассоциацией (например, чемпионы турнира, вторые места, чемпионы кубка), был определен слот ассоциации (например, MEX1, MEX2). Если команда из Канады квалифицировалась через Лигу КОНКАКАФ, ей определяется слот ассоциации (например, CAN2);
- Команды из Центральной Америки квалифицируются через Лигу КОНКАКАФ, и им определяется слот их ассоциации согласно турнирному положению (например, CRC1, CRC2);
- Команды из Карибского бассейна, ставшие чемпионом Клубного кубка Карибского бассейна, получают слот чемпиона Карибского бассейна (CCC1). Если команда квалифицируется в Лигу чемпионов через Лигу КОНКАКАФ, она получает слот ассоциации согласно турнирному положению (например, JAM1, SUR1).

16 команд были распределены по корзинам следующим образом:
| Корзина   | Место | Слот | 2015/16 | 2016/17 | 2018 | 2019 | 2020 | Очки | Команда            |
| --------- | ----- | ---- | ------- | ------- | ---- | ---- | ---- | ---- | ------------------ |
| Корзина 1 | 1     | MEX2 | 20      | 30      | 25   | 21   | 24   | 120  | Крус Асуль         |
| Корзина 1 | 2     | MEX1 | 33      | 27      | 12   | 20   | 11   | 103  | Монтеррей          |
| Корзина 1 | 3     | MEX3 | 23      | 15      | 17   | 26   | 11   | 92   | Америка            |
| Корзина 1 | 4     | USA3 | 16      | 20      | 17   | 11   | 11   | 75   | Портленд Тимберс   |
| Корзина 1 | 5     | CAN1 | 10      | 22      | 21   | 5    | 10   | 66   | Торонто            |
| Корзина 1 | 6     | USA2 | 13      | 14      | 7    | 15   | 16   | 65   | Филадельфия Юнион  |
| Корзина 1 | 7     | USA1 | 14      | 11      | 11   | 11   | 6    | 53   | Коламбус Крю       |
| Корзина 1 | 8     | USA4 | 16      | 8       | 5    | 11   | 12   | 52   | Атланта Юнайтед    |
| Корзина 2 | 9     | MEX4 | 18      | 10      | 9    | 4    | 7    | 48   | Леон               |
| Корзина 2 | 10    | CRC2 | 9       | 14      | 5    | 7    | 4    | 39   | Депортиво Саприсса |
| Корзина 2 | 11    | HON2 | 11      | 11      | 5    | 0    | 11   | 38   | Марафон            |
| Корзина 2 | 12    | CRC1 | 10      | 8       | 5    | 7    | 6    | 36   | Алахуэленсе        |
| Корзина 2 | 13    | HON1 | 10      | 11      | 5    | 4    | 5    | 35   | Олимпия            |
| Корзина 2 | 14    | CCC1 | 8       | 5       | 4    | 4    | 4    | 25   | Атлетико Пантоха   |
| Корзина 2 | 15    | NCA1 | 4       | 6       | 0    | 0    | 0    | 10   | Реал Эстели        |
| Корзина 2 | 16    | HAI1 | 0       | 6       | 0    | 0    | 0    | 4    | Аркае              |

## Расписание матчей
| Раунд          | Первые матчи       | Ответные матчи                                      |
| -------------- | ------------------ | --------------------------------------------------- |
| 1/8 финала     | 6–8 апреля 2021    | 13–15 апреля 2021                                   |
| Четвертьфиналы | 27–28 апреля 2021  | 4–5 мая 2021                                        |
| Полуфиналы     | 11–12 августа 2021 | 15–16 сентября 2021 (изначально 24–26 августа 2021) |
| Финал          | 28 октября 2021    | 28 октября 2021                                     |

Все даты и время начала матчей указаны по североамериканскому летнему восточному времени, так же как они указаны КОНКАКАФ (местное время указано в скобках, если отличается).

## Сетка
| 1/8 финала | 1/8 финала         | 1/8 финала        | 1/8 финала |   |   | Четвертьфиналы   | Четвертьфиналы | Четвертьфиналы | Четвертьфиналы |  |  | Полуфиналы | Полуфиналы | Полуфиналы | Полуфиналы |  |           | Финал | Финал |  |
|            |                    |                   |            |   |   |                  |                |                |                |  |  |            |            |            |            |  |           |       |       |  |
|            | Реал Эстели        | 0                 | 0          | 0 |   |                  |                |                |                |  |  |            |            |            |            |  |           |       |       |  |
|            | Коламбус Крю       | 4                 | 1          | 5 |   |                  |                |                |                |  |  |            |            |            |            |  |           |       |       |  |
|            | Коламбус Крю       | 4                 | 1          | 5 |   | Коламбус Крю     | 2              | 0              | 2              |  |  |            |            |            |            |  |           |       |       |  |
|            |                    |                   |            |   |   | Коламбус Крю     | 2              | 0              | 2              |  |  |            |            |            |            |  |           |       |       |  |
|            |                    | Монтеррей         | 2          | 3 | 5 |                  |                |                |                |  |  |            |            |            |            |  |           |       |       |  |
|            | Атлетико Пантоха   | Монтеррей         | 2          | 3 | 5 | 0                | 1              | 1              |                |  |  |            |            |            |            |  |           |       |       |  |
|            | Атлетико Пантоха   |                   |            |   |   | 0                | 1              | 1              |                |  |  |            |            |            |            |  |           |       |       |  |
|            | Монтеррей          | 3                 | 3          | 6 |   |                  |                |                |                |  |  |            |            |            |            |  |           |       |       |  |
|            | Монтеррей          | 3                 | 3          | 6 |   |                  |                |                |                |  |  | Монтеррей  | 1          | 4          | 5          |  |           |       |       |  |
|            |                    |                   |            |   |   |                  |                |                |                |  |  | Монтеррей  | 1          | 4          | 5          |  |           |       |       |  |
|            |                    | Крус Асуль        | 0          | 1 | 1 |                  |                |                |                |  |  |            |            |            |            |  |           |       |       |  |
|            | Леон               | Крус Асуль        | 0          | 1 | 1 | 1                | 1              | 2              |                |  |  |            |            |            |            |  |           |       |       |  |
|            | Леон               |                   |            |   |   | 1                | 1              | 2              |                |  |  |            |            |            |            |  |           |       |       |  |
|            | Торонто            | 1                 | 2          | 3 |   |                  |                |                |                |  |  |            |            |            |            |  |           |       |       |  |
|            | Торонто            | 1                 | 2          | 3 |   | Торонто          | 1              | 0              | 1              |  |  |            |            |            |            |  |           |       |       |  |
|            |                    |                   |            |   |   | Торонто          | 1              | 0              | 1              |  |  |            |            |            |            |  |           |       |       |  |
|            |                    | Крус Асуль        | 3          | 1 | 4 |                  |                |                |                |  |  |            |            |            |            |  |           |       |       |  |
|            | Аркае              | Крус Асуль        | 3          | 1 | 4 | 0                | 0              | 0              |                |  |  |            |            |            |            |  |           |       |       |  |
|            | Аркае              |                   |            |   |   | 0                | 0              | 0              |                |  |  |            |            |            |            |  |           |       |       |  |
|            | Крус Асуль         | 0                 | 8          | 8 |   |                  |                |                |                |  |  |            |            |            |            |  |           |       |       |  |
|            | Крус Асуль         | 0                 | 8          | 8 |   |                  |                |                |                |  |  |            |            |            |            |  | Монтеррей | 1     |       |  |
|            |                    |                   |            |   |   |                  |                |                |                |  |  |            |            |            |            |  |           | 1     |       |  |
|            |                    | Америка           | 0          |   |   |                  |                |                |                |  |  |            |            |            |            |  |           |       |       |  |
|            | Марафон            | Америка           | 0          | 2 | 0 | 2                |                |                |                |  |  |            |            |            |            |  |           |       |       |  |
|            | Марафон            |                   |            | 2 | 0 | 2                |                |                |                |  |  |            |            |            |            |  |           |       |       |  |
|            | Портленд Тимберс   | 2                 | 5          | 7 |   |                  |                |                |                |  |  |            |            |            |            |  |           |       |       |  |
|            | Портленд Тимберс   | 2                 | 5          | 7 |   | Портленд Тимберс | 1              | 1              | 2              |  |  |            |            |            |            |  |           |       |       |  |
|            |                    |                   |            |   |   | Портленд Тимберс | 1              | 1              | 2              |  |  |            |            |            |            |  |           |       |       |  |
|            |                    | Америка           | 1          | 3 | 4 |                  |                |                |                |  |  |            |            |            |            |  |           |       |       |  |
|            | Олимпия            | Америка           | 1          | 3 | 4 | 1                | 1              | 2              |                |  |  |            |            |            |            |  |           |       |       |  |
|            | Олимпия            |                   |            |   |   | 1                | 1              | 2              |                |  |  |            |            |            |            |  |           |       |       |  |
|            | Америка (гост.)    | 2                 | 0          | 2 |   |                  |                |                |                |  |  |            |            |            |            |  |           |       |       |  |
|            | Америка (гост.)    | 2                 | 0          | 2 |   |                  |                |                |                |  |  | Америка    | 2          | 2          | 4          |  |           |       |       |  |
|            |                    |                   |            |   |   |                  |                |                |                |  |  | Америка    | 2          | 2          | 4          |  |           |       |       |  |
|            |                    | Филадельфия Юнион | 0          | 0 | 0 |                  |                |                |                |  |  |            |            |            |            |  |           |       |       |  |
|            | Алахуэленсе        | Филадельфия Юнион | 0          | 0 | 0 | 0                | 0              | 0              |                |  |  |            |            |            |            |  |           |       |       |  |
|            | Алахуэленсе        |                   |            |   |   | 0                | 0              | 0              |                |  |  |            |            |            |            |  |           |       |       |  |
|            | Атланта Юнайтед    | 1                 | 1          | 2 |   |                  |                |                |                |  |  |            |            |            |            |  |           |       |       |  |
|            | Атланта Юнайтед    | 1                 | 1          | 2 |   | Атланта Юнайтед  | 0              | 1              | 1              |  |  |            |            |            |            |  |           |       |       |  |
|            |                    |                   |            |   |   | Атланта Юнайтед  | 0              | 1              | 1              |  |  |            |            |            |            |  |           |       |       |  |
|            |                    | Филадельфия Юнион | 3          | 1 | 4 |                  |                |                |                |  |  |            |            |            |            |  |           |       |       |  |
|            | Депортиво Саприсса | Филадельфия Юнион | 3          | 1 | 4 | 0                | 0              | 0              |                |  |  |            |            |            |            |  |           |       |       |  |
|            | Депортиво Саприсса |                   |            |   |   | 0                | 0              | 0              |                |  |  |            |            |            |            |  |           |       |       |  |
|            | Филадельфия Юнион  | 1                 | 4          | 5 |   |                  |                |                |                |  |  |            |            |            |            |  |           |       |       |  |

## 1/8 финала
Пары 1/8 финала были составлены при помощи жеребьёвки. Команды из первой корзины в ответном матче играли дома.
Первые матчи были сыграны 6–8 апреля, а ответные – 13–15 апреля 2021 года.
| Команда 1          | Итог        | Команда 2         | 1-й матч | 2-й матч |
| ------------------ | ----------- | ----------------- | -------- | -------- |
| Реал Эстели        | 0:5         | Коламбус Крю      | 0:4      | 0:1      |
| Атлетико Пантоха   | 1:6         | Монтеррей         | 0:3      | 1:3      |
| Леон               | 2:3         | Торонто           | 1:1      | 1:2      |
| Аркае              | 0:8         | Крус Асуль        | 0:0      | 0:8      |
| Марафон            | 2:7         | Портленд Тимберс  | 2:2      | 0:5      |
| Олимпия            | 2:2 (гост.) | Америка           | 1:2      | 1:0      |
| Алахуэленсе        | 0:2         | Атланта Юнайтед   | 0:1      | 0:1      |
| Депортиво Саприсса | 0:5         | Филадельфия Юнион | 0:1      | 0:4      |

### Матчи
| Реал Эстели | 0:4     | Коламбус Крю                                            |
| ----------- | ------- | ------------------------------------------------------- |
|             | (отчёт) | Зардес 19′, 33′ · Менса 26′ · Педро Сантос 45+1′ (пен.) |

| Коламбус Крю     | 1:0     | Реал Эстели |
| ---------------- | ------- | ----------- |
| Райт-Филлипс 86′ | (отчёт) |             |

«Коламбус Крю» выиграл со счётом 5:0 в сумме двух матчей
| Атлетико Пантоха | 0:3     | Монтеррей                                    |
| ---------------- | ------- | -------------------------------------------- |
|                  | (отчёт) | Янссен 32′ · А. Гонсалес 42′ · Альварадо 70′ |

| Монтеррей                                | 3:1     | Атлетико Пантоха |
| ---------------------------------------- | ------- | ---------------- |
| Л. Санчес 9′ · Янссен 14′ · Гальярдо 79′ | (отчёт) | Кабрера 61′      |

«Монтеррей» выиграл со счётом 6:1 в сумме двух матчей
| Леон        | 1:1     | Торонто            |
| ----------- | ------- | ------------------ |
| Наварро 25′ | (отчёт) | Москера 51′ (авт.) |

| Торонто                  | 2:1     | Леон        |
| ------------------------ | ------- | ----------- |
| Маллинз 55′ · Морроу 72′ | (отчёт) | Наварро 80′ |

«Торонто» выиграл со счётом 3:2 в сумме двух матчей
| Аркае | 0:0     | Крус Асуль |
| ----- | ------- | ---------- |
|       | (отчёт) |            |

| Крус Асуль                                                                                        | 8:0     | Аркае |
| ------------------------------------------------------------------------------------------------- | ------- | ----- |
| Гутьеррес 3′ · Йотун 11′ · Эрнандес 25′ · Монтойя 49′, 64′ · Рейес 61′ · Эскобар 69′ · Ангуло 76′ | (отчёт) |       |

«Крус Асуль» выиграл со счётом 8:0 в сумме двух матчей
| Марафон                    | 2:2     | Портленд Тимберс             |
| -------------------------- | ------- | ---------------------------- |
| Кастильо 39′ · Рамирес 68′ | (отчёт) | Мора 35′ · Торрес 59′ (авт.) |

| Портленд Тимберс                               | 5:0     | Марафон |
| ---------------------------------------------- | ------- | ------- |
| Й. Чара 19′, 36′, 79′ · Валери 66′ · Лория 89′ | (отчёт) |         |

«Портленд Тимберс» выиграл со счётом 7:2 в сумме двух матчей
| Олимпия      | 1:2     | Америка               |
| ------------ | ------- | --------------------- |
| Арболеда 89′ | (отчёт) | Виньяс 41′ · Диас 44′ |

| Америка | 0:1     | Олимпия      |
| ------- | ------- | ------------ |
|         | (отчёт) | Бенгтсон 50′ |

Счёт 2:2 в сумме двух матчей. «Америка» выиграла по правилу выездного гола
| Алахуэленсе | 0:1     | Атланта Юнайтед  |
| ----------- | ------- | ---------------- |
|             | (отчёт) | Барко 50′ (пен.) |

| Атланта Юнайтед | 1:0     | Алахуэленсе |
| --------------- | ------- | ----------- |
| Дамм 90+1′      | (отчёт) |             |

«Атланта Юнайтед» выиграла со счётом 2:0 в сумме двух матчей
| Депортиво Саприсса | 0:1     | Филадельфия Юнион |
| ------------------ | ------- | ----------------- |
|                    | (отчёт) | Пшибылко 34′      |

| Филадельфия Юнион                                     | 4:0     | Депортиво Саприсса |
| ----------------------------------------------------- | ------- | ------------------ |
| Монтейру 47′ (пен.), 90′ · Пшибылко 51′ · Фонтана 55′ | (отчёт) |                    |

«Филадельфия Юнион» выиграла со счётом 5:0 в сумме двух матчей
1. ↑  «Торонто» провёл домашний матч 1/8 финала Лиги чемпионов на стадионе Спортивного комплекса ESPN в Диснейуорлде, расположенном недалеко от города Орландо, Флорида, США. «Торонто» не смог провести матч на своём домашнем стадионе «Бимо Филд» из-за запретов на авиаперелёты между Канадой и Мексикой в связи с пандемией COVID-19.[12]
2. ↑  «Аркае» провёл свой домашний матч 1/8 финала на Олимпийском стадионе в Санто-Доминго, Доминиканская Республика, потому что домашний стадион команды, «Сильвио Катор[англ.]», не соответствует требованиям турнира.[13]
3. ↑  «Атланта Юнайтед» провела домашний матч 1/8 финала в Кеннесо, Джорджия на стадионе местной университетской команды «Фифт Тёрд Банк Стэдиум» вместо своего домашнего стадиона «Мерседес-Бенц Стэдиум». Изначально это было обусловлено проведением на стадионе «Мартовского безумия» во время предыдущего розыгрыша турнира, но затем тот турнир был перенесён, а решение о смене стадиона осталось в силе и на текущий розыгрыш турнира.[14]

## Четвертьфиналы
Пары 1/4 финала были составлены следующим образом:
- Победитель первой пары 1/8 финала против победителя второй пары 1/8 финала
- Победитель третьей пары 1/8 финала против победителя четвертой пары 1/8 финала
- Победитель пятой пары 1/8 финала против победителя шестой пары 1/8 финала
- Победитель седьмой пары 1/8 финала против победителя восьмой пары 1/8 финала

Победители первой, третьей, пятой и седьмой пары 1/8 финала в ответном матче играли дома.
Первые матчи были сыграны 27–28 апреля, а ответные – 4–5 мая 2021 года.
| Команда 1        | Итог | Команда 2         | 1-й матч | 2-й матч |
| ---------------- | ---- | ----------------- | -------- | -------- |
| Торонто          | 1:4  | Крус Асуль        | 1:3      | 0:1      |
| Коламбус Крю     | 2:5  | Монтеррей         | 2:2      | 0:3      |
| Атланта Юнайтед  | 1:4  | Филадельфия Юнион | 0:3      | 1:1      |
| Портленд Тимберс | 2:4  | Америка           | 1:1      | 1:3      |

### Матчи
| Торонто    | 1:3     | Крус Асуль                  |
| ---------- | ------- | --------------------------- |
| Осорио 20′ | (отчёт) | Ангуло 3′, 34′ · Агилар 58′ |

| Крус Асуль | 1:0     | Торонто |
| ---------- | ------- | ------- |
| Ангуло 28′ | (отчёт) |         |

«Крус Асуль» выиграл со счётом 4:1 в сумме двух матчей
| Коламбус Крю                  | 2:2     | Монтеррей                 |
| ----------------------------- | ------- | ------------------------- |
| Валенсуэла 66′ · Селараян 87′ | (отчёт) | Лоба 9′ · Альварадо 90+3′ |

| Монтеррей                | 3:0     | Коламбус Крю |
| ------------------------ | ------- | ------------ |
| Меса 3′, 26′ · Лайюн 71′ | (отчёт) |              |

«Монтеррей» выиграл со счётом 5:2 в сумме двух матчей
| Атланта Юнайтед | 0:3     | Филадельфия Юнион               |
| --------------- | ------- | ------------------------------- |
|                 | (отчёт) | Пшибылко 57′, 73′ · Фонтана 86′ |

| Филадельфия Юнион | 1:1     | Атланта Юнайтед |
| ----------------- | ------- | --------------- |
| Пшибылко 88′      | (отчёт) | Соса 45+2′      |

«Филадельфия Юнион» выиграла со счётом 4:1 в сумме двух матчей
| Портленд Тимберс  | 1:1     | Америка               |
| ----------------- | ------- | --------------------- |
| Мора 90+7′ (пен.) | (отчёт) | Мартинес 45+1′ (пен.) |

| Америка                             | 3:1     | Портленд Тимберс  |
| ----------------------------------- | ------- | ----------------- |
| Виньяс 21′, 59′ (пен.) · Суарес 70′ | (отчёт) | Валери 64′ (пен.) |

«Америка» выиграла со счётом 4:2 в сумме двух матчей
1. ↑  «Торонто» провёл домашний матч 1/4 финала Лиги чемпионов на стадионе «Рэймонд Джеймс Стэдиум» в Тампе, Флорида, США. «Торонто» не смог провести матч на своём домашнем стадионе «Бимо Филд» из-за запретов на авиаперелёты между Канадой и Мексикой в связи с пандемией COVID-19.[16]

## Полуфиналы
Пары полуфинала были составлены следующим образом:
- Победитель первой пары 1/4 финала против победителя второй пары 1/4 финала
- Победитель третьей пары 1/4 финала против победителя четвертой пары 1/4 финала

Команда с лучшим результатом во всех предыдущих раундах в каждой из пар проводила ответный матч на домашнем стадионе.
| М | Команда           | И | В | Н | П | Мячи   | ±   | О  | Примечания                                  |
| - | ----------------- | - | - | - | - | ------ | --- | -- | ------------------------------------------- |
| 1 | Крус Асуль        | 4 | 3 | 1 | 0 | 12 − 1 | +11 | 10 | Проводит ответный матч на домашнем стадионе |
| 2 | Монтеррей         | 4 | 3 | 1 | 0 | 11 − 3 | +8  | 10 | Проводит первый матч на домашнем стадионе   |
| 1 | Филадельфия Юнион | 4 | 3 | 1 | 0 | 9 − 1  | +8  | 10 | Проводит ответный матч на домашнем стадионе |
| 2 | Америка           | 4 | 2 | 1 | 1 | 6 − 4  | +2  | 7  | Проводит первый матч на домашнем стадионе   |

Первые матчи были сыграны 11–12 авгутса, а ответные – 15–16 сентября 2021 года.
| Команда 1 | Итог | Команда 2         | 1-й матч | 2-й матч |
| --------- | ---- | ----------------- | -------- | -------- |
| Монтеррей | 5:1  | Крус Асуль        | 1:0      | 4:1      |
| Америка   | 4:0  | Филадельфия Юнион | 2:0      | 2:0      |

### Матчи
| Монтеррей | 1:0     | Крус Асуль |
| --------- | ------- | ---------- |
| Меса 9′   | (отчёт) |            |

| Крус Асуль | 1:4     | Монтеррей                                   |
| ---------- | ------- | ------------------------------------------- |
| Пинеда 10′ | (отчёт) | Меса 7′ · Вергара 17′ · Фунес Мори 24′, 52′ |

«Монтеррей» выиграл со счётом 5:1 в сумме двух матчей
| Америка                            | 2:0     | Филадельфия Юнион |
| ---------------------------------- | ------- | ----------------- |
| Р. Санчес 17′ · Агилера 80′ (пен.) | (отчёт) |                   |

| Филадельфия Юнион | 0:2     | Америка                      |
| ----------------- | ------- | ---------------------------- |
|                   | (отчёт) | Бенедетти 79′ · Мартин 90+3′ |

«Америка» выиграла со счётом 4:0 в сумме двух матчей

## Финал
В финале встретились два победивших полуфиналиста. Команда с лучшим результатом во всех предыдущих раундах проводила матч на домашнем стадионе.
| М | Команда   | И | В | Н | П | Мячи   | ±   | О  | Примечания                         |
| - | --------- | - | - | - | - | ------ | --- | -- | ---------------------------------- |
| 1 | Монтеррей | 6 | 5 | 1 | 0 | 16 − 4 | +12 | 16 | Проводит матч на домашнем стадионе |
| 2 | Америка   | 6 | 4 | 1 | 1 | 10 − 4 | +6  | 13 |                                    |

### Матч
| Монтеррей     | 1:0     | Америка |
| ------------- | ------- | ------- |
| Фунес Мори 9′ | (отчёт) |         |

| Монтеррей | Америка |

## Статистика

### Бомбардиры
| Место | Игрок              | Клуб              | Голы |
| ----- | ------------------ | ----------------- | ---- |
| 1     | Кацпер Пшибылко    | Филадельфия Юнион | 5    |
| 2     | Брайан Ангуло      | Крус Асуль        | 4    |
| 2     | Максимильяно Меса  | Монтеррей         | 4    |
| 4     | Федерико Виньяс    | Америка           | 3    |
| 4     | Рохелио Фунес Мори | Монтеррей         | 3    |
| 4     | Йимми Чара         | Портленд Тимберс  | 3    |
| 7     | 9 игроков          | 9 игроков         | 2    |

### Голевые передачи
| Место | Игрок             | Клуб              | ГП |
| ----- | ----------------- | ----------------- | -- |
| 1     | Мауро Лаинес      | Америка           | 3  |
| 1     | Дорлан Пабон      | Монтеррей         | 3  |
| 1     | Лукас Селараян    | Коламбус Крю      | 3  |
| 4     | Максимильяно Меса | Монтеррей         | 2  |
| 4     | Жамиру Монтейру   | Филадельфия Юнион | 2  |
| 4     | Карлос Родригес   | Монтеррей         | 2  |
| 4     | Поль Фернандес    | Крус Асуль        | 2  |
| 4     | Сантьяго Хименес  | Крус Асуль        | 2  |
| 4     | Винсент Янссен    | Монтеррей         | 2  |

### «Сухие» матчи
| Место | Игрок           | Клуб              | СМ |
| ----- | --------------- | ----------------- | -- |
| 1     | Андре Блейк     | Филадельфия Юнион | 3  |
| 2     | Эстебан Андрада | Монтеррей         | 2  |
| 2     | Луис Карденас   | Монтеррей         | 2  |
| 2     | Гильермо Очоа   | Америка           | 2  |
| 2     | Рокко Риос Ново | Атланта Юнайтед   | 2  |
| 2     | Элой Ром        | Коламбус Крю      | 2  |

## Награды
| Награда              | Игрок              | Клуб              |
| -------------------- | ------------------ | ----------------- |
| Лучший игрок         | Рохелио Фунес Мори | Монтеррей         |
| Лучший бомбардир     | Кацпер Пшибылко    | Филадельфия Юнион |
| Лучший вратарь       | Гильермо Очоа      | Америка           |
| Лучший молодой игрок | Федерико Виньяс    | Америка           |
| Награда фейр-плей    | —                  | Монтеррей         |

| Поз. | Игрок              | Клуб              |
| ---- | ------------------ | ----------------- |
| Вр   | Гильермо Очоа      | Америка           |
| Защ  | Хесус Гальярдо     | Монтеррей         |
| Защ  | Себастьян Вегас    | Монтеррей         |
| Защ  | Ричард Санчес      | Америка           |
| Пзщ  | Жамиру Монтейру    | Филадельфия Юнион |
| Пзщ  | Альваро Фидальго   | Америка           |
| Пзщ  | Максимильяно Меса  | Монтеррей         |
| Пзщ  | Федерико Виньяс    | Америка           |
| Нап  | Вальтер Монтойя    | Крус Асуль        |
| Нап  | Рохелио Фунес Мори | Монтеррей         |
| Нап  | Кацпер Пшибылко    | Филадельфия Юнион |